# Ozana chinensis
Ozana chinensis là một loài bướm đêm trong họ Noctuidae.